# Ratlla o ratlleta
Les ratlles o ratlletes són elements relacionats amb les vies de comunicació o camins de pedra seca. Les ratlles són fileres de pedres allargades que sobresurten un poc sobre la resta de paviment. Estan col·locades un poc embiaixades i a trams més o manco regulars i tenen la funció de desviar l'aigua del camí.